# Condado de Madison (Nova Iorque)
O Condado de Madison é um dos 62 condados do Estado americano de Nova Iorque. A sede do condado é Wampsville, e sua maior cidade é Oneida. O condado possui uma área de 1 713 km²(dos quais 15 km² estão cobertos por água), uma população de 69 441 habitantes, e uma densidade populacional de 41 hab/km² (segundo o censo nacional de 2000). O condado foi fundado em 1806.